# Rock the World
Rock the World är det svenska popgruppen Bubbles debutalbum. Två singlar från detta album släpptes exklusivt i Nederländerna, Frankrike och Belgien: Happy Girl och My Boyfriend. Båda singlarna hamnade på plats 38 i Nederländerna och varade i flera veckor.

## Låtlista
| Nr           | Titel                       | Längd |
| ------------ | --------------------------- | ----- |
| 1.           | I'll Be There (Oh La La)    | 3:20  |
| 2.           | Rock the World              | 3:23  |
| 3.           | My Boyfriend                | 3:02  |
| 4.           | I Have a Dream              | 3:09  |
| 5.           | (I'm a) Happy Girl          | 3:07  |
| 6.           | One 2 Six                   | 2:55  |
| 7.           | Disco San Francisco         | 3:30  |
| 8.           | Most of the Time            | 3:19  |
| 9.           | New Generation (med Dr. No) | 3:14  |
| 10.          | Viva the Sun                | 3:11  |
| 11.          | X-mas Time                  | 3:58  |
| Total längd: | Total längd:                | 36:10 |

### Bonusspår

#### Standardutgåva
1. "I'll Be There" ( Karaokeversion ) - 3:21
2. "I Have a Dream" (Karaokeversion) - 3:11
3. "Rock the World" (RNT-version) - 3:13

#### 2002 tyska upplagan
1. "Somewhere" (Danceversion) - 3:46
2. "Somewhere" (Karaokeversion) - 3:35

#### Svensk nyutgåva 2005
1. "Regnbågens barn" (Regnbågens barn) - 3:08
2. "Regnbågens barn" (Karaokeversion) - 3:07